# Châtelus (Isère)
Châtelus – miejscowość i gmina we Francji, w regionie Owernia-Rodan-Alpy, w departamencie Isère.
Według danych na rok 1990 gminę zamieszkiwały 84 osoby, a gęstość zaludnienia wynosiła 7 osób/km² (wśród 2880 gmin regionu Rodan-Alpy Châtelus plasuje się na 1536. miejscu pod względem liczby ludności, natomiast pod względem powierzchni na miejscu 979.).